# ヒメノガステル科
ヒメノガステル科（学名 : Hymenogastraceae）は、ハラタケ目に属する菌類の科で、子実体の形態はハラタケ型（agaricoid）と偽トリュフ型の両方が含まれる。分子解析が行われる以前は、この科は偽トリュフ型の属に限定されていた。ヒメノガステル科のシビレタケ属のキノコは現在、幻覚作用のある種に限定されているが、幻覚作用のない以前の種は主にモエギタケ科のヒメクズタケ属に広く分類されている。
Wakefieldia属の既知の2種のうち1種W. macrosporaがこの科に属することが最近判明したが、この属のタイプ種W. striaesporaの系統発生が解明されるまで正式な分類の移行はできない。2016年にこの科に追加されたPsathyloma属は、ニュージーランドで発見されたハラタケ目の2種を含むとされていた。

## 属
- Alnicola ヒメムサシタケ属 (12種)
- Dendrogaster (1種)
- Flammula (113種)
- Galera (4種)
- Galerina ケコガサタケ属 (307種)
- Galerula (3種)
- Gymnopilus チャツムタケ属 (209種)
- Hebeloma ワカフサタケ属 (355種)
- Hymenogaster ヒメノガステル属 (79種)
- Naematoloma (13種)
- Naucoria (177種)
- Phaeocollybia カワムラジンガサタケ属 (88種)
- Psathyloma (3種)
- Psilocybe シビレタケ属 (310種)
- Rhizopogoniella (1種)
- Stropharia (59種)
- Velomycena (1種)